# NGC 909
NGC 909 ist eine elliptische Galaxie vom Hubble-Typ E0 im Sternbild Andromeda am Nordsternhimmel. Sie ist schätzungsweise 228 Millionen Lichtjahre von der Milchstraße entfernt und hat einen Durchmesser von etwa 60.000 Lj.
Im selben Himmelsareal befinden sich u. a. die Galaxien NGC 906, NGC 910, NGC 911, NGC 914.
Das Objekt wurde am 30. Oktober 1878 von Édouard Stephan entdeckt.